# Deportaciones de marzo
En 1949, tuvieron lugar varias deportaciones masivas llevadas a cabo en las repúblicas bálticas por parte de las autoridades soviéticas durante la Operación Pribói (Операция Прибой en ruso, Operación Oleaje), también conocidas como deportaciones de marzo (en estonio: Märtsiküüditamine, en letón: Marta deportācijas, en lituano: Bangų mūša y en ruso: Мартовская депортация, transl.: Mártovskaya deportátsiya) por historiadores bálticos. Más de 94.000 habitantes de los tres estados bálticos, considerados "enemigos del pueblo" fueron deportados a diversas áreas inhóspitas de la Unión Soviética. Alrededor del 70% fueron mujeres y niños menores de 16 años.
Pensada en primer lugar como una campaña de deskulakización, el objetivo inicial fue facilitar la colectivización y erradicar la organización Hermanos del Bosque, los cuales contaban con gran apoyo como parte de la resistencia contra el gobierno soviético. A finales de 1949, el 93% de las granjas de Letonia fueron colectivizadas, mientras que en Estonia el porcentaje fue del 80%. En cambio en Lituania el resultado fue más deficiente y en 1951 los soviéticos organizaron otra deportación masiva conocida como Operación Osen (Operación Otoño). Ser deportados significaba la posibilidad de no regresar jamás a sus hogares. No obstante, durante la desestalinización y el deshielo de Jrushchov los deportados empezaron a ser liberados de manera gradual y algunos de ellos regresaron finalmente, mientras que el resto optó por asentarse en varias localidades siberianas.
Puesto que la situación general de la Unión Soviética había mejorado tras el final de la guerra, en estas deportaciones no se produjeron tantas muertes como en anteriores reubicaciones forzosas. Se estima que fallecieron menos del 15%, Sin embargo, a causa de la gran mortandad entre los deportados en los primeros años del exilio en Siberia a causa del fallo de las autoridades soviéticas en proveerles de condiciones adecuadas para la vida en su punto de destino, ya sea por negligencia o por premeditación, algunas fuentes consideran que estas deportaciones constituyeron un acto de genocidio. El Tribunal Europeo de Derechos Humanos también se pronunció al respecto y declaró que, en base a la Cláusula Martens y los principios de la Carta de Londres, tales acciones constituyeron un crimen contra la humanidad.

## Decisiones

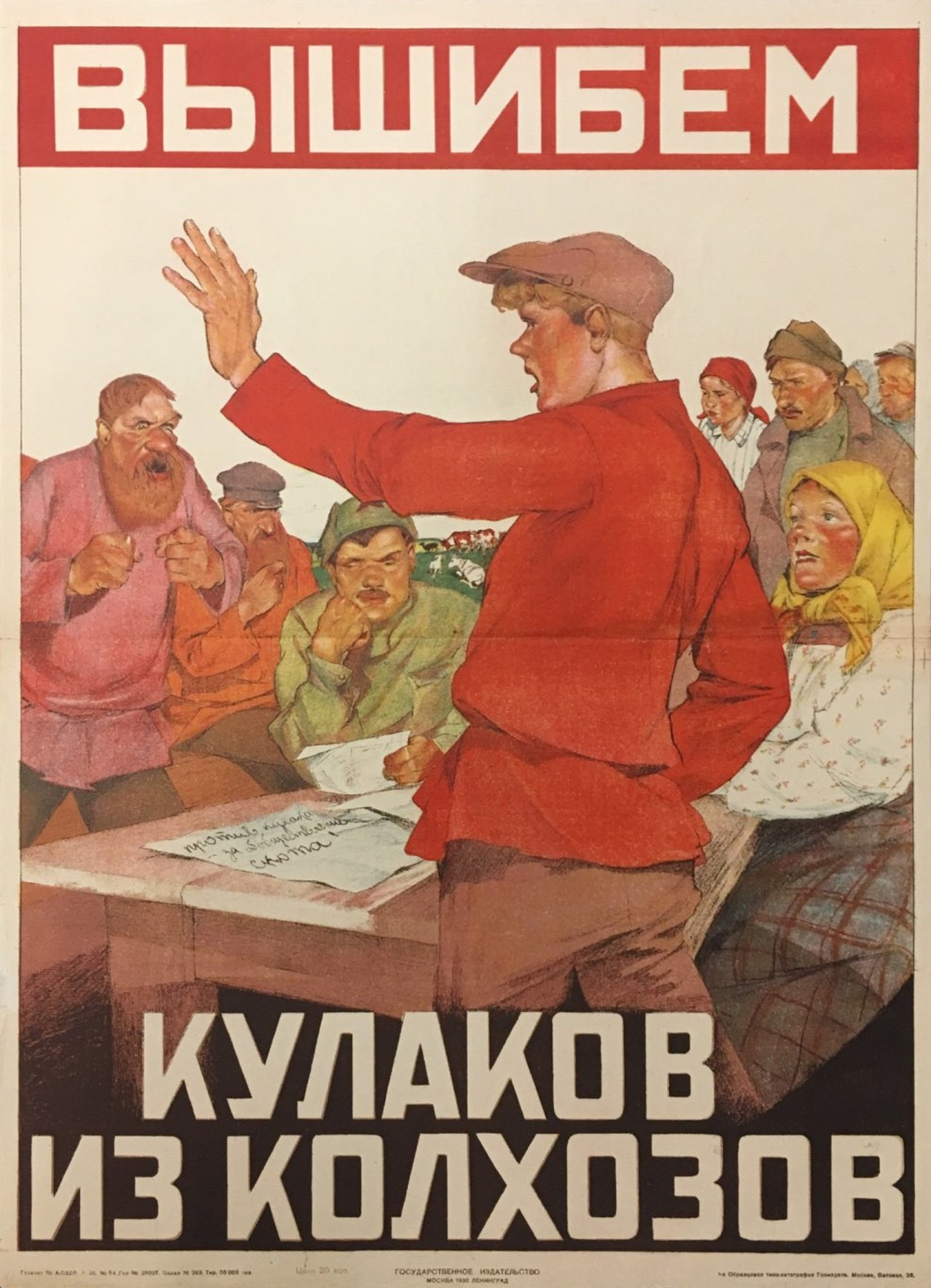
Cartel propagandístico contra los kuláks

A principios de 1947, se introdujo la colectivización en los países bálticos con resultados infructuosos. A pesar de sancionarse nuevos impuestos y el propagandismo, solo un 3% de las granjas de Lituania y Estonia se unieron a los koljoses a finales de 1948. Finalmente se optó por aplicar las políticas de los años 30 y los kuláks (propietarios agrícolas) fueron considerados un obstáculo y por ende objetivos de la represión política.
No está claro cuándo surgió la idea de recurrir a la deportación masiva. El 18 de enero de 1949, los líderes de las tres repúblicas socialistas bálticas fueron llamadas para informar a Iósif Stalin. Aquel día, durante una sesión del Politburó del PCUS se dio luz verde a las deportaciones. El 29 del mismo mes, el Consejo de Ministros acató la decisión secreta: N.º 390-138 ss en la que se aprobaba la deportación de kuláks, nacionalistas, bandidos, población simpatizante con los mencionados anteriormente y sus respectivas familias. Cada república tenía sus cuotas:
- RSS de Lituania: 8.500 familias o 25.500 personas
- RSS de Letonia: 13.000 familias o 39.000 personas
- RSS de Estonia: 7.500 familias o 22.500 personas

Los listados de los kuláks a deportar eran administrados por cada república y aprobados por cada uno de los Concejos Ministeriales. También se hacía responsable a cada ministerio soviético: el Ministerio de Seguridad del Estado (MGB) se encargaba de reunir a aquellos que debían ser deportados y finalmente trasladados a las estaciones férreas; Interior (MVD) se encargaba del traslado definitivo a los asentamientos, de ofrecer trabajo en el punto de destino, vigilancia y administración; el Ministerio de Finanzas recaudaba fondos suficientes (5,60 rublos por persona y día de viaje); el Ministerio de Comunicaciones proveía los ferrocarriles y los Ministerios de Comercio y de Sanidad gestionaba la comida y la salud de los deportados en ruta.

## Preparativos
El 28 de febrero de 1949, Víktor Abakúmov, Ministro del MGB, firmó la orden n.º 0068 para proceder a los preparativos y ejecución de las deportaciones masivas. Piotr Burmak (desde Riga), Teniente General, fue el encargado de comandar a las tropas del MGB, mientras que Serguéi Ogoltsov, del mismo rango estuvo supervisando el procedimiento.
El éxito de la operación dependía de la rapidez a la hora de prevenir el pánico colectivo, los intentos de fuga y/o las acciones de los Hermanos del Bosque. Razón por la que el secretismo era de suma importancia.

### Recopilación de listas de deportados
Varios representantes especiales del MGB fueron trasladados a diversas oficinas locales del Ministerio de Seguridad del Estado para formar equipos con los que llevar a cabo la selección de deportados y recopilar información de sus respectivas familias. La información se recogía de diversas fuentes, ya sea del MGB local (bandidos) o del comité ejecutivo, aunque también había registros de impuestos (a los kuláks) además de documentos fronterizos o de la armada (inmigrantes). Debido al escaso margen de tiempo para realizar las investigaciones oportunas sobre el proceder de la población o de las actividades durante la invasión alemana, se produjeron casos en el que varios activistas comunistas fueron deportados por error en lugar de los colaboracionistas nazis. Esto condujo a la confusión y a la incertidumbre sobre el proceder y las acciones que había que tomar. A menudo, los deportados culpaban a los informantes locales del MGB, a los cuales acusaban de actuar por rencores o avidez, sin embargo, varios investigadores estonios descubrieron que las listas de deportados se hicieron con el mínimo de información local.
Las listas de los kuláks fueron preparadas por el comité local y aprobadas por el Consejo de Ministros, pero a causa del apretado horario y que estaba considerado de alto secreto, las oficinas locales del MGB organizaban sus propias listas. Esto causó bastante confusión durante la operación. También prepararon certificados sumarios para las familias a deportar para posteriormente mandarlas a la oficina de mayor rango quienes aprobaban el trámite. Por ejemplo, el 14 de marzo, el MGB de Estonia aprobó certificados para 9.407 familias (3.824 kuláks y 5.583 nacionalistas y bandidos), 1.907 familias sobre la cuota acordada. En general, a causa de la falta de tiempo, algunos documentos estaban incompletos o la información era incorrecta. En consecuencia, se hicieron correcciones retrospectivas - se hicieron nuevos documentos para la gente deportada, pero no aparecían en las listas de deportados, en cuanto a los que escaparon, los documentos fueron eliminados.

### Despliegue de tropas
| Unidades adicionales de Tropas Internas                                  | En Estonia | En Letonia |
| ------------------------------------------------------------------------ | ---------- | ---------- |
| 1.ª División Motorizada de Infantería (Moscú)                            | 850        | 2.000      |
| 13.ª División Motorizada de Infantería (Leningrado), un regimiento       | 700        |            |
| 7.ª División (Minsk), un regimiento                                      | 1.000      |            |
| 4.ª División (Lituania), un regimiento                                   |            | 1.000      |
| Cuerpos de Oficiales de la Escuela de Entrenamiento (Sortavala, Carelia) | 400        |            |
| Escuela Militar Especializada de Secundaria (Sarátov)                    |            | 1.000      |
| Sargentos del Cuerpos de Seguridad                                       | 1.400      | 500        |
| Total                                                                    | 4.350      | 4.500      |

Debido a la inmensa escala de la operación Pribói que abarcaba las tres repúblicas bálticas, fueron necesarios más recursos. El MGB necesitaba más personal, vehículos de transporte y equipo de comunicación mientras mantenían el secretismo de la operación. También pidieron planos para los grupos operativos que debían ser desplegados y en el que especificase como debían ser trasladados los deportados a las estaciones ferroviarias. El número de oficiales del MGB, 635 en Estonia, fueron insuficientes por lo que tuvieron que venir 1.139 agentes de otras partes de la Unión Soviética. Misma situación tuvieron en Letonia y Lituania. Los refuerzos llegaron desde el día 10 al 15 de marzo bajo el pretexto de realizar "ejercicios militares".
Aparte del personal, se adquirieron 5.025 subfusiles para asegurarse de que los operativos iban suficientemente armados. Las telecomunicaciones también fueron un componente vital para asegurarse el éxito de la misión, por lo que el MGB procedió a requisar todos los teléfonos a la población civil. Esto supuso que llegasen otros 2.210 miembros de telecomunicaciones del MGB. En cuanto a vehículos, dispusieron de 4.437 vagones de mercancías, 8.422 tractores (de los cuales 5.010 fueron requisados). Dichos vehículos estuvieron estacionados en la frontera para no levantar sospechas entre la población.
Los preparativos del MVD fueron más lentos. La orden n.º 00225 que instruía varias ramas de Interiores para organizar las deportaciones y asistir al MGB fue entregada el 12 de marzo. Este retraso fue criticado en una comisión interna. En cuanto a los representantes especiales del MVD, estos llegaron a los distritos locales a partir del 18 al 22 de marzo.

## Ejecuciones

### Organización de equipos operativos
| Personal involucrado               | Cantidad | Proporción (%) |
| ---------------------------------- | -------- | -------------- |
| Personal del MGB                   | 8.215    | 10,8           |
| Tropas Internas                    | 21.206   | 27,8           |
| Tropas del Batallón de Destrucción | 18.387   | 24,1           |
| Activistas del Partido Comunista   | 28.404   | 37,1           |
| Total                              | 76.212   | 100,0          |

En un principio, el Consejo de Ministros aprobó que las deportaciones diesen comienzo a partir del 20 al 25 de marzo, sin embargo la operación tuvo que retrasarse cinco días. El día 21, varios operativos se desplegaron a lo largo de la frontera. Cada equipo operativo estaba formado por nueve miembros, de los cuales tres eran agentes del MGB ("troika"), dos soldados del Batallón de Destrucción y cuatro o cinco activistas del Partido Comunista armados por el MGB. Puesto que los equipos estaban formados por miembros de diversas partes de la Unión Soviética, estos desconocían el territorio y con frecuencia fracasaban en su intento de localizar a la familia a deportar. Al menos cada equipo tenía un miembro que bien era del PCUS o del Komsomol, el cual debía actuar como supervisor ideológico.
El último paso consistía en reclutar activistas del Partido Comunista local. Dicha responsabilidad recaía sobre los partorgs (organizadores del Partido). Puesto que necesitaban organizar a los equipos en poco tiempo, recurrían a varias excusas para atraer a nuevos miembros a las reuniones del Komsomol. Una vez finalizado los mítines ha algunos se les ordenaba directamente a trabajar en las deportaciones, mientras que los que no eran seleccionados fueron arrestados para preservar el secretismo de la operación. Los activistas permanecían en los hogares haciendo inventario al tiempo que los soldados escoltaban a las familias hasta las estaciones férreas. Otras de sus funciones fueron justificar las razones de las deportaciones. Estos, al ser ciudadanos locales, eran reconocidos por los deportados generando tensiones sociales.

### Cercos a las familias
Para cumplir con la media, a cada equipo operativo se le asignaba la tarea de reportar a tres o cuatro familias al menos. Una vez en el punto asignado, por ejemplo una granja, el equipo identificaba a los residentes y completaba sus expedientes. A las familias se les permitía empaquetar sus bienes personales (ropa, vajilla, herramientas de trabajo, utensilios domésticos) y comida. La cantidad máxima permitida era de 1,5 kg por familia, sin embargo la mayoría viajaba con menos del peso permitido debido al poco tiempo que disponían, por la confusión de su situación o no tenían los bienes consigo en el momento. Las propiedades que quedaban atrás fueron transferidas a los koljoses o bien eran vendidas para cubrir los gastos del Estado. A diferencia de las deportaciones de junio, en esta operación las familias no fueron separadas en ningún momento.
Tras la disolución de la Unión Soviética, las propiedades confiscadas a los deportados volvieron a sus legítimos dueños o herederos de estos.
No obstante, hubo muchos que tras presenciar varias deportaciones, se intuían lo que podría pasar e intentaban esconderse, razón por la cual las tropas soviéticas organizaban emboscadas, interrogaban a familiares y registraban los documentos. Contraviniendo la normativa establecida, los operarios del MGB en ocasiones detenían a los menores que no iban acompañados de sus padres con la idea de que estos apareciesen por voluntad propia. Aun así, algunos pocos fugitivos consiguieron escapar de las deportaciones, sin embargo las tropas volvieron a realizar pequeñas redadas.

### Transporte ferroviario

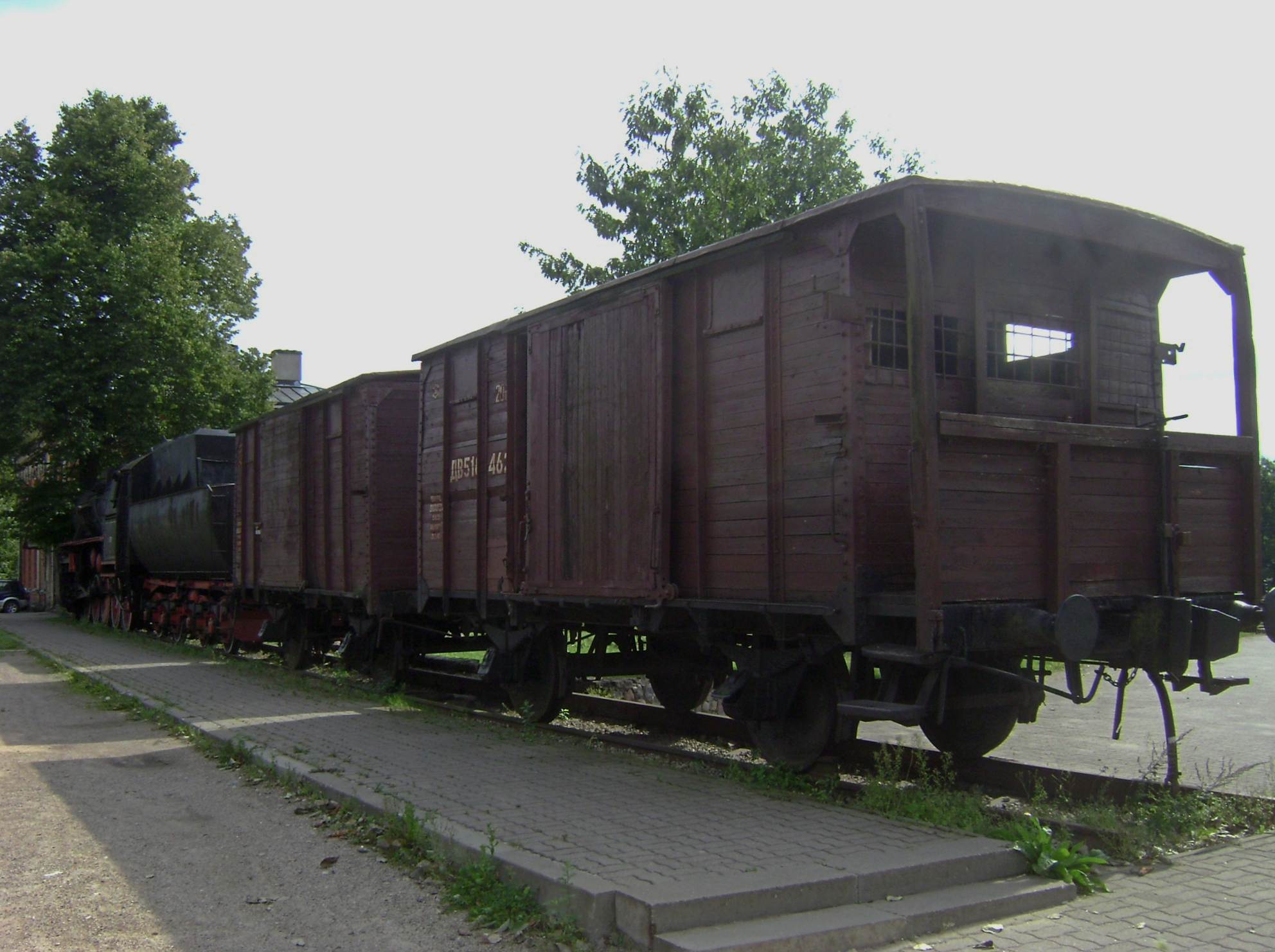
Vagón de ganado utilizado para el transporte de los deportados en el barrio Naujoji Vilnia de Vilna.

Una vez subidos a los vagones, el MVD pasaría a ser el responsable de los deportados. En las estaciones de carga fueron necesarias medidas especiales de supervisión para prevenir posibles fugas o bien estacionar lo más lejos posible de cualquier núcleo urbano. El MVD también reclutaba informantes de entre los deportados. Los convoyes, vagones de mercancías, tenían capacidad máxima estándar de 20 toneladas sin comodidad alguna y cabían treinta y cinco personas con el equipaje incluido, por lo que había un espacio de 0,5 m² por persona. El último tren partió de Lituania el 30 de marzo por la tarde.
Aparte de las estaciones, también se controlaban las vías férreas. En Estonia, las patrullas llegaron a ser atacadas en tres incidentes por separado. Uno de estos tuvo lugar cerca de Püssi con el resultado de tres vagones descarrilados. Entre otras cosas, tenían el objetivo de recoger las cartas que los deportados escribían y lanzaban por la ventanilla con el objetivo de informar sobre las deportaciones, solicitar al destinatario que se despidan de sus familiares por ellos, quejarse de las condiciones del tren o expresar sentimientos antisoviéticos. Los trayectos solían durar dos semanas, aunque en ocasiones el viaje podía durar un mes. Por ejemplo, uno de los trenes que partió de Võru el 29 de marzo llegó a la estación de Makárievo de Svirsk, Irkutsk el 22 de abril.
De acuerdo con un informe del MVD del 30 de mayo, de los estonios deportados, 45 fallecieron en el trayecto y 62 fueron sacados de los vagones debido a sus condiciones sanitarias.

## Resultados
El 72% de los deportados fueron mujeres y menores de 16 años. Serguéi Kruglov, Ministro del Interior de la Unión Soviética informó el 18 de mayo a Stalin que: 2.850 fueron "viejos decrépitos solitarios", 1.785 niños sin padres y 146 discapacitados. Alrededor del 15% de los deportados tenían 60 años o más. También hubo gente de edad aún más avanzada como fue el caso de una anciana de 95 años del distrito de Švenčionys, Lituania.
| República | Trenes | Familias | Personas | Hombres         | Mujeres         | Niños (menores de 16 años) |
| --- | ------ | -------- | -------- | --------------- | --------------- | -------------------------- |
| Estonia | 19     | 7.471    | 20.480   | 4.566 or 22,3%  | 9.866 or 48,2%  | 6.048 or 29,5%             |
| Letonia | 33     | 14.173   | 41.708   | 11.135 or 26,7% | 19.535 or 46,8% | 11.038 or 26,5%            |
| Lituania | 24     | 8.985    | 28.656   | 8.929 or 31,2%  | 11.287 or 39,4% | 8.440 or 29,5%             |
| Total | 76     | 30.629   | 90.844   | 24.630 or 27,1% | 40.688 or 44,8% | 25.526 or 28,1%            |
| Heinrihs Strods ofrece cifras totales más altas: 20.713 de Estonia, 42.149 de Letonia y 31.917 de Lituania haciendo un total de 94.779 |        |          |          |                 |                 |                            |

## Consecuencias
| Región de la RSFS de Rusia | Familias | Población | Media (miembros familiares) | % del total de deportados |
| -------------------------- | -------- | --------- | --------------------------- | ------------------------- |
| Amur                       | 2.028    | 5.451     | 2,7                         | 5,8                       |
| Irkutsk                    | 8.475    | 25.834    | 3,0                         | 27,3                      |
| Krasnoyarsk                | 3.671    | 13.823    | 3,8                         | 14,6                      |
| Novosibirsk                | 3,152    | 10,064    | 3.2                         | 10.6                      |
| Omsk                       | 7.944    | 22.542    | 2,8                         | 23,8                      |
| Tomsk                      | 5.360    | 16.065    | 3,0                         | 16,9                      |
| Total                      | 30.630   | 93.779    | 3,1                         | 99,0                      |

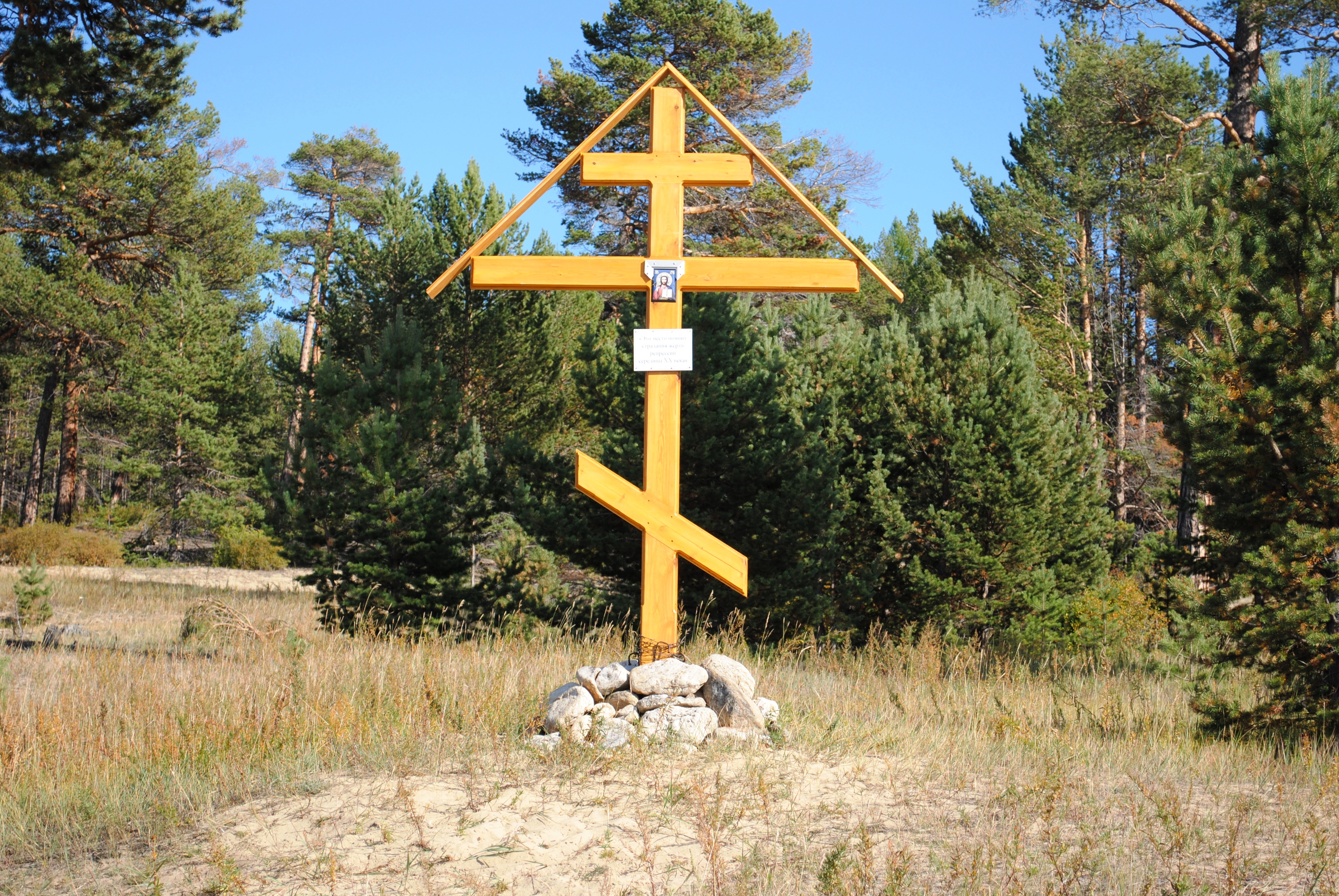
Cruz memorial en recuerdo de los deportados en Isla de Oljón.

Las deportaciones supusieron un shock en la sociedad estonia y letona. El ratio de la colectivización en Estonia ascendió del 8% al 64% en el plazo de un mes (desde el 20 de marzo al 20 de abril) mientras que en Letonia fue de entre el 11% al 50% (del 12 de marzo al 9 de abril). A finales de año el 80% y el 93% de las granjas estonias y letonas fueron propiedad de los koljoses. En Lituania en cambio hubo más resistencia, en parte por las acciones de los Hermanos del Bosque, por lo que la población local fue el objetivo principal en las deportaciones masivas de mayo de 1948. Sin embargo, el impacto no fue tan notorio como en las otras repúblicas bálticas puesto que al año siguiente se colectivizaron un 62% de las granjas. A partir de abril de 1949 los soviéticos organizaron otra oleada de deportaciones con el objetivo de capturar a aquellos fugitivos que escaparon de la Operación Pribói. Dos años después tendría lugar otra operación con el resultado de más de 20.000 deportados.
En la semana del 3 al 8 de abril, las tropas adicionales que llegaron a Letonia y Estonia procedieron a retirarse. Por decreto del Presidium del Sóviet Supremo aquellos hombres fueron galardonados por el éxito de la Operación Pribói. 75 de ellos recibieron la Orden de la Bandera Roja y sus nombres fueron publicados en 25 de agosto de 1949 en el diario Pravda. Al día siguiente el mismo periódico publicaría los nombres de otros diecisiete militares galardonados con la Orden de la Guerra Patria, la máxima distinción por el valor y heroísmo mostrado durante la operación.
Los deportados fueron exiliados para toda la vida y fueron privados del derecho a volver a sus lugares de origen bajo pena de veinte años de trabajos forzados para quien intentase escapar. Para vigilar los movimientos de estos y comprobar el correo, se establecieron 138 comandancias. Tenían prohibido abandonar el área asignada, y una vez al mes debían personarse en el MVD local. Una vez reasentados, se les ofrecía trabajo en los koljoses y sovjoses.
Las condiciones de vida variaban según la destinación, sin embargo la escasez de alojamiento era bastante común. Los deportados debían vivir en barracones, cobertizos, cabañas de barro o bien ser arrendados por un vecino local. Las condiciones también dependían de cuantos trabajadores jóvenes había en la familia para garantizar el sustento. Algunos familiares (no deportados) consiguieron enviar víveres con los que los aliviar la hambruna. A finales de 1950, un 4,5% de los deportados fallecerían, incluidos 2.080 niños. Por aquel entonces también nacieron 903 niños.